# Episodi di Galavant (seconda stagione)
La seconda e ultima stagione della serie televisiva Galavant, composta da dieci episodi, è andata in onda negli Stati Uniti sulla rete ABC dal 3 al 31 gennaio 2016.
La serie è inedita in Italia, ma negli Stati Uniti è disponibile su Hulu con il doppiaggio italiano.
| nº | Titolo originale                           | Titolo italiano | Prima TV USA    | Prima TV Italia |
| -- | ------------------------------------------ | --------------- | --------------- | --------------- |
| 1  | A New Season aka Suck It Cancellation Bear |                 | 3 gennaio 2016  | inedita         |
| 2  | World’s Best Kiss                          |                 | 3 gennaio 2016  | inedita         |
| 3  | Aw, Hell, the King                         |                 | 10 gennaio 2016 | inedita         |
| 4  | Bewitched, Bothered, and Belittled         |                 | 10 gennaio 2016 | inedita         |
| 5  | Giants vs. Dwarves                         |                 | 17 gennaio 2016 | inedita         |
| 6  | About Last Knight                          |                 | 17 gennaio 2016 | inedita         |
| 7  | Love and Death                             |                 | 24 gennaio 2016 | inedita         |
| 8  | Do the D'DEW                               |                 | 24 gennaio 2016 | inedita         |
| 9  | Battle of the Three Armies                 |                 | 31 gennaio 2016 | inedita         |
| 10 | The One True King (To Unite Them All)      |                 | 31 gennaio 2016 | inedita         |

## A New Season aka Suck It Cancellation Bear
- Diretto da: John Fortenberry
- Scritto da: Dan Fogelman

### Trama
Galavant e Richard naufragano con la nave pirata e si dirigono a piedi verso il regno di Richard. Si trovano accidentalmente nella Foresta Incantata, un gay bar dove la Regina (Kylie Minogue) cattura Galavant e lo costringe a fare il barista. Gareth non viene rispettato da Madalena ma con l'aiuto di Sid rivendica il titolo di re. Isabella ripetutamente fallisce nella fuga da Harry e chiede aiuto a Chef Vincenzo e Gwynne, e accettano. Richard trova suo zio Keith (Simon Williams) al bar e Keith li aiuta a scappare.
- Numeri musicali: A New Season!; Off With His Shirt.
- Guest star: Kylie Minogue, Simon Williams
- Ascolti USA: 3,20 milioni di telespettatori

## World's Best Kiss
- Diretto da: John Fortenberry
- Scritto da: Kat Likkel e John Hoberg

### Trama
Isabella e Galavant ripensano al loro bacio ma iniziano ad avere dubbi su quanto sia stato effettivamente piacevole. Galavant e Richard fanno sosta a un villaggio, dove incontrano un indovino (Simon Callow) capace di comunicare con Isabella grazie a un amuleto da lei indossato. Tuttavia, l'amuleto riceve un pessimo segnale, causando un malinteso tra Galavant (convinto che il bacio sia stato meraviglioso) e Isabella (convinta che Galavant non la ami più); la principessa decide di abbandonare il suo progetto di fuga. Lo Chef informa Richard che Gareth lo ha tradito ed è diventato re. Gareth porta alcune sue cose a palazzo scatenando l'ira di Madalena; dopo una lite però i due cominciano finalmente ad apprezzarsi l'un l'altra. Lasciando il villaggio insieme a Galavant, Richard rimuove inavvertitamente una spada magica da un ceppo d'albero. I due raggiungono il palazzo, ma l'intero edificio è scomparso.
- Numeri musicali: World's Best Kiss, Let's Agree To Disagree, World's Best Kiss (Reprise).
- Guest star: Simon Callow
- Ascolti USA: 3,20 milioni di telespettatori

## Aw, Hell, the King
- Diretto da: Declan Lowney
- Scritto da: Kat Likkel e John Hoberg

### Trama
Richard scopre che il suo regno è stato trasformato in una democrazia usando le risorse del castello. Gareth ha degli incubi in cui rivive il tradimento nei confronti di Richard, e Madalena ordina a Sid di aiutarlo. Sid fa capire a Gareth che si sente in colpa per quello che ha fatto.
Isabella è depressa dopo la rottura con Galavant e non vuole avere niente a che fare con i preparativi per le imminenti nozze con Harry, ma il wedding planner/stregone Chester Wormwood pianifica di prendere Hortensia sotto il suo dominio. A tale scopo inganna Isabella facendole indossare un diadema stregato con cui può controllarla. 
Galavant chiede ai cittadini di arruolarsi nel suo esercito per salvare Isabella, ma l'unica a offrirsi volontaria è una giovane di nome Roberta. 
Galavant, Richard e Roberta partono alla ricerca di soldati per il loro esercito.
- Numeri musicali: Build A New Tomorrow; If I were a Jolly Blacksmith; The Happiest Day of Your Life
- Ascolti USA: 2,41 milioni di telespettatori

## Bewitched, Bothered, and Belittled
- Diretto da: John Fortenberry
- Scritto da: Maggie Bandur

## Giants vs. Dwarfs
- Diretto da: Declan Lowney
- Scritto da: Dan Kopelman

## About Last Knight
- Diretto da: Paul Murphy
- Scritto da: Scott Weinger

## Love and Death
- Diretto da: Paul Murphy
- Scritto da: Robin Shorr

## Do the D'DEW
- Diretto da: Chris Koch
- Scritto da: Jeremy Hall

## Battle of the Three Armies
- Diretto da: John Fortenberry
- Scritto da: Rick Wiener & Kenny Schwartz

## The One True King (To Unite Them All)
- Diretto da: John Fortenberry
- Scritto da: Rick Wiener & Kenny Schwartz